# فدک
فدک روستا و باغی تاریخی بود در عربستان سعودی امروزی که تا مدینه ۱۵۰ کیلومتر فاصله‌ داشت. در عصر محمد، پیامبر اسلام بسیار آباد بوده و مزارع، نخلستان‌ها و چشمه‌های آب بسیاری در خود داشته‌است. در نزدیکی فدک، دِژی به نام «شمروخ» وجود داشته که هم‌اکنون در آنجا روستایی بزرگ با نام «حائط» وجود دارد که دارای نخل‌های فراوان‌است.

## تاریخچه
فدک در نزدیکی خیبر قرار دارد و با توجه به موقعیت استراتژیک خود نقطه اتکاء یهودیان حجاز به‌شمار می‌رفت. اولین فردی که در این منطقه زندگی می‌کرده، شخصی با نام «فدک بن هام» بوده‌است؛ به‌همین خاطر این سرزمین به نام فدک نام‌گذاری شده‌است.پس از آنکه مسلمانان، به یهودیان در «خیبر» و «وادی‌القری» و «تیما» حمله‌ور شدند، برای پایان دادن به قدرت قوم یهود، سفیری به نام «محیط» به نزد سران فدک فرستاد. یهودیان که از مسلمانان در جنگ‌های مختلفی شکست خورده بودند، در جریان فتح خیبر ناچار به صلح با محمد شدند.
محمد نیمی از نخلستان‌های فدک را که متعلق به یهویان بود به زور از آنان گرفت. سران فدک صلح و تسلیم را بر جنگ ترجیح دادند و تعهد کردند که نیمی از روستای فدک که شامل باغ‌ها و نخلستان‌ها بود را در اختیار محمد قرار داده و از این به بعد زیر سلطه اسلام زندگی‌کنند.

## ویژگی و ارزش
فدک مملو از درختان نخل و چشمه‌های جوشان بود. زمین‌های حاصل‌خیزی داشت و از منابع مهم درآمد در منطقه حجاز محسوب‌می‌شد.
ارزش درختان نخل این ناحیه در آن زمان، با ارزشِ درختان نخل شهر کوفه در قرن هفتم برابر بود. همچنین زمانی که عمر بن خطاب تصمیم گرفت یهودیان را از عربستان خارج‌کند، مبلغ پنجاه هزار درهم که معادل نصف ارزش فدک بود به آنان پرداخت کرد. بعد از فتح خیبر نصف سرزمین خیبر برای مسلمانان شد و بعد از آن، محمد، ابن رواحه را برای محاسبه خرمای خیبر فرستاد و او خرمای خیبر را چهل هزار بار شتر تخمین زد.هر شتر به راحتی می‌تواند دویست کیلو خرما حمل کند؛ پس میزان تولید سالیانه خرمای فدک حدود هشت هزار تن بوده‌است.

## انتقال فدک به بیت‌المال
چند روز پس از واقعه سقیفه، ابوبکر اعلام کرد که فدک ملک شخصی نیست و نباید در نزد دختر محمد بماند. به همین جهت عاملان، فاطمه زهرا را از فدک بیرون کرد.فاطمه زهرا ناچار نزد ابوبکر رفت و در منابع اسلامی اینطور آمده که میان آنان گفتگویی رخ‌داد:
-ابوبکر! وقتی تو بمیری ارث تو به چه کسی می‌رسد؟
-زنان و فرزندانم.
-چه شده‌است که حالا تو وارث پیغمبری نه ما؟
-دختر پیغمبر! پدرت درهم و دیناری زر و سیم به جا نگذاشته.
-اما سهم ما از خیبر و صدقه ما از فدک چه می‌شود؟
-از پدرت شنیدم که «من تا زنده هستم در این زمین تصرف خواهم کرد و چون مردم مال همه مسلمانان خواهدبود».
-ولی پیغمبر در زندگانی خود این مزرعه را به من بخشیده‌است.
-گواهی داری؟
-آری. شوهرم علی و ام ایمن گواهی می‌دهند.
-دختر پیغمبر! می‌دانی که‌ام ایمن زن است و گواهی او کامل نیست. باید زنی دیگر هم گواهی دهد. یا مردی را گواه بیاوری.
و بدین ترتیب فدک به بیت المال انتقال داده شد. اگر چه فاطمه به روایت ابوبکر اذعان نکرد و همچنان بر گرفتن عطای خویش از محمد پافشاری به خرج‌می‌داد.

### حدیث ارث نبردن پیامبران
به گفته دانشمندان اهل سنت، تنها ابوبکر ادعا می‌کند که این روایت را از محمد شنیده‌است.
از این رو مورد مخالفت عده‌ای قرار می‌گیرد:
قرآن
قرآن نظر دیگری در رابطه با ارث بردن از پیامبران دارد. خداوند در آیه ۱۶ سوره نمل می‌گوید «وَ وَرِثَ سُلَیْمانُ داوُدَ»، یعنی «و سلیمان از داوود ارث برد». در این آیه از قرآن به وضوح ارث بردن از پیامبران ذکر شده‌است. مفسران متعدد در تفاسیر خود در تفسیر این آیه از ارث بردن مادی و معنوی سخن گفته‌اند، اما اغلب تفاسیر بر ارث بردن از اموال در این آیه تأکید داشته‌اند. چرا که پیامبری را خداوند به افراد تفویض می‌کند و از طریق رابطه پدر و فرزندی به نسل بعد ارث برده نمی‌شود و منظور آیه ارث بردن مادی است و نه پیامبری. تمام فرزندان پیامبران از اموال او ارث برده‌اند اما همه آن‌ها به پیامبری نرسیده‌اند؛ و این آیه ردی بر ادعای ابوبکر خلیفهٔ اول مسلمانان مبنی بر ارث نبردن از پیامبران است.
اهل بیت
برخلاف پافشاری ابوبکر بر شنیدن حدیث «از ما پیامبران ارث برده نمی‌شود» از محمد، اهل بیت به مخالفت با آن پرداخته و وجود چنین حدیثی را زیر سؤال بردند.
کار بدان جا می‌کشد که حتی عمر به این موضوع اذعان می‌کند که علی بن ابی طالب و عباس عموی محمد، ابوبکر را دروغگو می‌دانستند.
جمعی از همسران محمد
غیر از اهل بیت و عباس عموی محمد، تعدادی از همسران محمد نیز به ابوبکر، به خاطر نسبت دادن این حدیث اعتراض می‌کنند.
دانشمندان اهل سنت
مفسران اهل سنت از جمله فخر رازی، جارالله زمخشری، طبری و بیضاوی در تفسیر آیات مربوط به ارث پیامبرانی چون داود، زکریا، یحیی و سلیمان، ضمن تأکید بر مادی بودن این ارثیه‌ها، سخن ابوبکر را نقض‌کرده‌اند.

### دیدگاه اهل سنت
اهل سنت اعتقاد دارند که بدخواهی از جانب ابوبکر نسبت به هیچ‌کسی، و به‌خصوص نسبت به فاطمه نمی‌توانست وجود داشته باشد؛ او آماده بود میراث فدک را به فاطمه تسلیم کند، مشروط بر این که شاهدی عینی صحت حدیثی را که این کار را مجاز می‌داشت گواهی کند. اهل‌سنت عقیده دارند که ستاندن میراث فدک، به معنی کاملاً ظاهری بوده‌است؛ یعنی ابوبکر امکاناً و در سطح مادی و به حکم وظیفه کاملاً ظاهری‌اش به عنوان پاسدار اصول شرعی یا پاسدار رعایت شرع، به صورت انتزاعی‌اش بپذیرد. قضیه ارثی که به فاطمه داده نشد، تعارض میان یک امر انتزاعی اصولی و یک مورد واقعی را که از مدار بیرون می‌افتد، نشان می‌دهد.
اهل‌سنت بیان کرده‌اند که اگر فدک به میراث رسیده بود، همسران و دختران دیگر محمد نیز از آن سهمی داشته‌اند؛ در حالی که ابوبکر سهمی از آن برای ایشان و حتی برای دخترش عایشه قائل نشد. در روایتی از اهل تسنن آمده‌است که پیامبران ارث بر جای نمی‌گذارند، و آنچه از آن‌ها بماند صدقه‌است. تنها راوی این حدیث نیز شخص ابوبکر است. در اصول کافی باب ثواب دانشمند و دانشجو آمده‌است:
رسول خدا فرمود: کسی‌که در راهی رود که در آن دانشی جوید خدا او را به راهی سوی بهشت برد، همانا، فرشتگان با خرسندی بالهای خویش به راه دانشجو فرو نهند و اهل زمین و آسمان تا برسد به ماهیان دریا برای دانشجو آمرزش طلبند و برتری عالم بر عابد مانند برتری ماه شب چهارده‌است بر ستارگان دیگر و علما وارث پیامبرانند زیرا پیامبران پول طلا و نقره به جای نگذارند بلکه دانش به جای گذارند، هر که از دانش آن‌ها برگیرد بهره فراوانی گرفته‌است.
برخی از علمای اهل سنت مصادره و تصرف فدک را را از مقوله اجتهاد و در حدود صلاحیت خلیفه دانسته‌اند، ولی شیعیان با توجه به اینکه این تنها مصادره در زمان ابوبکر بوده و در مقابل بذل و بخششهایی از بیت المال، در جهت استوار کردن پایه‌های خلافت، در منابع گزارش شده، این عمل را سخت نکوهش کرده و رنجاندن فاطمه را که به گفته محمد برابر با رنجاندن خدا و پیامبر خداست، گناهی بزرگ و از مطاعن ابوبکر می‌شمرند.

### بررسی تاریخی اختلافات فاطمه و ابوبکر در خصوص فدک
بررسی احادیث نشان می‌دهد که در طی دو مرحله فاطمه در این مورد با ابوبکر به جدال پرداخت که در مرحله اول عباس نیز در این اختلاف حضور داشت. به‌طور طبیعی موضع شیعیان بر این است که این اموال متعلق به فاطمه است و آن‌ها توسط ابوبکر غصب شده‌است. سید جعفر شهیدی، از افراد غیر شیعه‌ای همچون ابن ابی الحدید و نقیب بصری یاد می‌کند که به نقل رویداد خطبه فدکیه پرداخته‌اند. او با این استدلال که این افراد (اهل سنت معتزلی) سودی از جعل این روایات نمی‌بردند رویداد دعوای حقوقی فدک را صحیح می‌داند.
به اعتقاد دنیس صوفی ابوبکر نمی‌توانسته برای واقعه فدک از حدیث مذکور (که می‌گوید پیامبران از خود ارثی باقی نمی‌گذارند) استفاده کرده باشد
صوفی معتقد است به دلیل تواتر روایت‌های ناراحتی فاطمه از ابوبکر، به نظر می‌رسد مراسم کفن و دفن فاطمه به خواسته خود او در شب انجام شده تا ابوبکر به عنوان رئیس جامعه نتواند با مراسم تشییع او کاری داشته‌باشد.
وی می‌افزاید احادیثی که بر دخیل بودن فاطمه در رویدادهای پس از مرگ محمد دلالت دارند، با وجود جانب دارانه بودنشان حاوی مقداری حقیقت هستند. به این دلیل که اهل سنّت نتوانستند به‌طور کامل آنچه را که به وضوح برای بازسازی تاریخشان زیان‌آور بود محو کنند: این مسئله که فاطمه با ابوبکر بر سر ضبط خلافت و املاک محمد دعوا داشته‌است، اینکه فاطمه هیچ‌گاه او را به خاطر کارهایش نبخشید، و اینکه مرگ او برای مدتی (احتمالاً به خواست خود فاطمه) مخفی نگاه داشته شد تا مانع سرپرستی ابوبکر از مراسم کفن و دفن فاطمه شود. چیزی که در این مورد کنایه‌آمیز است، این است که این پنجره کوچک به شخصیت فاطمه توسط اهل سنّت نادیده گرفته شده یا کوچک شمرده شده ولی توسط شیعیان بزرگ شده و بیش از اندازه روی آن تأکید شده‌است.

### قانون ید
در اسلام قانونی به نام قانون ید وجود دارد که طبق آن هر چیزی که در اختیار من و متعلق به من است (من نیازی به اثبات این موضوع ندارم) مگر مدرکی دال بر تملّک دیگری بر آن یا شاهدی برای غصب آن وجود داشته باشد.کما اینکه در احتجاجات علی با ابوبکر درجریان فدک، نوشته شده که او به ابوبکر می‌گوید:
اگر در دست یکی از مسلمانان چیزی باشد و من ادعا کنم که مال من است از چه کسی بینه می‌خواهی؟
ابوبکر پاسخ داد: بی تردید از تو بینه می‌خواهم.

علی گفت: پس اگر در دست من چیزی است و مسلمانان ادعای آن را می‌کنند، آیا از من بینه می‌خواهی؟

## بازگرداندن فدک به وارثان فاطمه
در سال ۲۱۰ قمری قثم بن جعفر والی مدینه بر اساس فرمان مکتوب مأمون خلیفه عباسی طی فرمانی ضمن تأکید بر حق فاطمه، فدک را به محمد بن یحیی بن حسین بن زید بن علی منتقل کرد تا درآمدش را به مستحقان برساند.